# Seleção Marroquina de Rugby Union
A Seleção Marroquina de Rugby Union é a equipe que representa Marrocos em competições internacionais de Rugby Union.

## História
O Marrocos jogou sua primeira partida internacional em 25 de dezembro de 1931 em Rabat, perdendo para a Espanha por 14 a 6. Três dias depois, Marrocos enfrentou novamente a seleção espanhola, desta vez empatando em 10 a 10. Em abril do ano seguinte, o Marrocos viajou para a Espanha para enfrentar mais uma vez a seleção nacional, perdendo agora de 14 a 8. As duas equipes se voltaram a se encontrar em Dezembro, e a Espanha voltou a  vencer, agora por 14 a 0. Depois disto, Marrocos não voltou jogar até 1967.
Marrocos retornou aos amistosos em 1930, quando enfrentou seu velho oponente da década de 1930, a Espanha, perdendo por apenas 3 a 0. Marrocos, em seguida, ganhou seu primeiro jogo em Casablanca, onde bateu a Espanha por apenas um ponto. Após isso, Marrocos conseguiu várias vitórias contra equipes como a Itália e a Alemanha Ocidental, mas perdeu jogos contra outras seleções importantes como Romênia e França.
Em 1990, Marrocos disputou as eliminatórias para a Copa do Mundo de Rugby Union de 1991. Disputando em um grupo único, o time marroquino venceu sua única partida contra a Costa do Marfim, mas perdeu para a Tunísia e o Zimbábue, que foi à Copa. Para tentar se qualificar para a Copa de 1995, o Marrocos entrou no grupo 2 africano. Na estreia, conseguiu bater a Tunísia por 6 a 5, mas perdeu para os marfineses pelo placar de 25 a 3. Na segunda fase, bateu a Seleção da Costa do Marfim, mas como perdeu para o Zimbábue e empatou com a Namíbia, perdeu mais uma chance de classificar a uma Copa do Mundo.
Como resultado da evolução marroquina, o Marrocos entrou direto na 4ª fase das eliminatórias para a Copa do Mundo de Rugby Union de 1999. Com duas vitórias e uma derrota para a Namíbia, o Marrocos se classificou para a repescagem contra a Seleção Uruguaia em uma série de jogos de ida e volta. No primeiro jogo sofreu uma derrota de 18 a 3 em Montevidéu. No segundo jogo, conseguiu derrotar o Uruguai por 21 a 8, mas não foi o suficiente para reverter o resultado do primeiro jogo. Otimistas, o Marrocos voltou a disputar as eliminatórias para a Copa de 2003, mas perdeu para a Tunísia, e mesmo vencendo a Costa do Marfim, não conseguiu se classificar para a fase seguinte.
Nas eliminatórias da Copa do Mundo de Rugby Union de 2007, o Marrocos entrou no grupo B ao lado de Uganda e Costa do Marfim. Com 3 vitórias e um empate com a Costa do Marfim em Abidjan, o Marrocos chegou até a final da qualificação, seu melhor resultado até então, mas perdeu os dois jogos para a Namíbia e se viu mais uma vez fora da Copa. Em 2008, tentou se classificar para a competição em 2011. Em Lusaka, derrotou a Zâmbia por 29 a 18, mas voltou a perder para a Costa do Marfim, em Casablanca, por 21 a 9.

## Títulos
- Copa da África de Rugby (2): 2003 e 2005

## Confrontos
Registro de confrontos contra outras seleções
| Adversário          | Jogos | Vitórias | Empates | Derrotas | Pontos feitos | Pontos sofridos | Aproveitamento (%) |
| ------------------- | ----- | -------- | ------- | -------- | ------------- | --------------- | ------------------ |
| Alemanha            | 3     | 2        | 0       | 1        | 64            | 44              | 66,6%              |
| Alemanha Ocidental  | 6     | 4        | 0       | 2        | 64            | 53              | 66,6%              |
| Andorra             | 1     | 1        | 0       | 0        | 25            | 9               | 100%               |
| Bélgica             | 4     | 3        | 0       | 1        | 59            | 42              | 75%                |
| Camarões            | 3     | 3        | 0       | 0        | 49            | 12              | 100%               |
| Costa do Marfim     | 12    | 9        | 1       | 2        | 168           | 140             | 79,1%              |
| Croácia             | 1     | 0        | 0       | 1        | 44            | 54              | 0%                 |
| Checoslováquia      | 5     | 2        | 0       | 3        | 54            | 165             | 16,6%              |
| Dinamarca           | 1     | 1        | 0       | 0        | 17            | 5               | 100%               |
| Espanha             | 20    | 5        | 2       | 13       | 142           | 332             | 30%                |
| Geórgia             | 1     | 1        | 0       | 0        | 20            | 10              | 100%               |
| Itália              | 8     | 2        | 0       | 6        | 52            | 184             | 25%                |
| Madagáscar          | 2     | 2        | 0       | 0        | 105           | 42              | 100%               |
| Namíbia             | 7     | 2        | 1       | 4        | 137           | 131             | 35,7%              |
| Países Baixos       | 7     | 4        | 0       | 3        | 111           | 88              | 57,1%              |
| Polônia             | 8     | 2        | 0       | 6        | 67            | 121             | 25%                |
| Portugal            | 14    | 5        | 2       | 7        | 167           | 181             | 48,8%              |
| Quênia              | 3     | 2        | 0       | 1        | 74            | 37              | 66,6%              |
| Romênia             | 9     | 1        | 0       | 8        | 56            | 346             | 11,1%              |
| Sérvia e Montenegro | 2     | 2        | 0       | 0        | 39            | 7               | 100%               |
| Tunísia             | 2     | 2        | 0       | 0        | 16            | 8               | 100%               |
| Uganda              | 2     | 2        | 0       | 0        | 41            | 6               | 100%               |
| União Soviética     | 2     | 0        | 0       | 2        | 21            | 40              | 0%                 |
| Uruguai             | 2     | 1        | 0       | 1        | 24            | 36              | 50%                |
| Zâmbia              | 1     | 1        | 0       | 0        | 29            | 18              | 100%               |
| Zimbábue            | 3     | 1        | 0       | 2        | 24            | 46              | 33,3%              |
| Total               | 129   | 60       | 6       | 63       | 2248          | 2824            | 48,8%              |